# Skärsjön (Vedby socken, Skåne)
Skärsjön är en sjö i Klippans kommun i Skåne och ingår i Rönne ås huvudavrinningsområde.